# Channing Tindall
Channing D. Tindall (Columbia, 28 marzo 2000) è un giocatore di football americano statunitense che milita nel ruolo di linebacker per i Miami Dolphins della National Football League (NFL).

## Carriera

### Miami Dolphins
Al college Tindall giocò a football a Georgia, vincendo il campionato NCAA nel 2021. Fu scelto nel corso del terzo giro (102º assoluto) nel Draft NFL 2022 dai Miami Dolphins. Debuttò come professionista giocando negli special team nella gara del primo turno contro i New England Patriots. La sua stagione da rookie si chiuse con 3 tackle in 13 presenze, nessuna delle quali come titolare.